# Llanveynoe
Llanveynoe (kymriska: Llanfeuno) är en ort och civil parish i Storbritannien.   Den ligger i grevskapet Herefordshire och riksdelen England, i den södra delen av landet, 200 km väster om huvudstaden London. Llanveynoe ligger 251 meter över havet och antalet invånare är 104.
Terrängen runt Llanveynoe är kuperad åt sydväst, men åt nordost är den platt. Terrängen runt Llanveynoe sluttar österut. Runt Llanveynoe är det ganska tätbefolkat, med 93 invånare per kvadratkilometer. Närmaste större samhälle är Abergavenny, 16,2 km söder om Llanveynoe. Trakten runt Llanveynoe består i huvudsak av gräsmarker.